# Sądowa Wisznia (stacja kolejowa)
Sądowa Wisznia (ukr: Станція Судова Вишня) – stacja kolejowa w Sądowej Wiszni, w obwodzie lwowskim, na Ukrainie. Jest częścią Kolei Lwowskiej. 
Znajduje się na linii Lwów – Mościska II, między stacjami Rodatycze (9 km) i Mościska I (20 km).

## Historia
Stacja została otwarta w dniu 4 listopada 1861 roku podczas otwarcia pierwszej kolei galicyjskiej Lwów-Przemyśl.
Linia kolejowa Lwów-Mościska II została zelektryfikowana w 1972.
Na stacji zatrzymują się wyłącznie pociągi podmiejskie.